# Nonnensee
Der Nonnensee ist ein in dem Stadtgebiet von Bergen auf Rügen, Landkreis Vorpommern-Rügen, Mecklenburg-Vorpommern gelegener See. Er befindet sich nordwestlich der Stadt Bergen auf Rügen.

## Geschichte
Entstanden ist der See mit dem Ende der letzten Eiszeit vor etwa 10.000 Jahren als Schmelzwassersee.
Erste Versuche den See zu entwässern und die Fläche landwirtschaftlich nutzbar zu machen, gehen bis auf das Jahr 1831 zurück. In diesem Jahr kaufte die Stadt Bergen den See, um ihn zu entwässern und als Weidefläche zu nutzen. Die Versuche waren aber nur bedingt erfolgreich und gegen 1850 war die Gewässertiefe bis auf etwa 2,50 Meter abgesenkt. 1854 plante die Stadt deshalb sogar einen Entwässerungstunnel zum tiefer gelegenen Ossen. Diese Planung wurde jedoch nicht umgesetzt und stattdessen 1859 eine Holländerwindmühle zum Antrieb eines Schöpfwerks errichtet. 1914 wurde die Mühle durch ein leistungsfähigeres Windrad aus Stahl ersetzt. 1967 wurde dann mit Hilfe eines elektrischen Schöpfwerkes am Ostufer des Sees dieser fast vollständig ausgetrocknet. Das ständig nachlaufende Wasser wurde in den vorbeifließenden Duwenbeek gepumpt. Im Winter 1993/94 fiel das Schöpfwerk aus und der Nonnensee bildete sich in kurzer Zeit neu. Es wurde entschieden den See bestehen zu lassen. Die Renaturierung erfolgte mit Unterstützung der Allianz Umweltstiftung. Nur einige Baumstümpfe, die aus dem Wasser ragen, zeugen noch vom vorübergehenden Zustand der Verlandung.
Innerhalb weniger Jahre hat der See eine große Bedeutung für die an das Wasser gebundenen Vögel und als Rastplatz für Zugvögel erlangt. 80 Vogelarten wurden bereits am Nonnensee beobachtet und 25 Arten brüten hier, darunter verschiedene Lappentaucher, Höckerschwan, Graugans, Lachmöwe, Flussseeschwalbe und mehrere Entenarten. Am Nordufer des Sees ist eine Kormoran-Kolonie mit etwa 780 Brutpaaren entstanden. Der See gehört heute zum Landschaftsschutzgebiet Nordrügensche Bodden und Nonnensee. Es führt ein etwa fünf Kilometer langer Wander- und Radweg um den See. Am Ost- sowie am Westufer des Sees wurden zur Vogelbeobachtung zwei kleine Aussichtstürme errichtet.

## Name
Der Name des Nonnensees leitet sich vermutlich daher ab, dass der Nonnensee früher im Besitz des Berger Nonnenklosters war.
Es existiert auch eine Sage, nach der an der Stelle des Sees ein Nonnenkloster gestanden hätte, das versunken ist und an dessen Stelle der See entstand.

## Belege
1. 1 2  Informationstafel am Südwestrand des Sees
2. 1 2  Hans D. Knapp: Landschaftswandel und Naturschutz, in: Fritz Petrick (Hrsg.): Rügens Preußenzeit 1815–1945 (Rügens Geschichte von den Anfängen bis zur Gegenwart in fünf Teilen, Teil 4), Rügendruck, Puttbus 2010, ISBN 978-3-9813568-0-9, S. 117f.
3. 1 2  Der Nonnensee und seine wechselvolle Geschichte
4. ↑  Entwicklung der Kulturlandschaft auf Rügen
5. ↑  Die Vogelwelt Rügens
6. ↑  Johann Jacob Grümbke: Neue und genaue geographisch-statistisch-historische Darstellungen von der Insel und dem Fürstenthum Rügen. G. Reimer, Berlin 1819, S. 66f.
7. ↑  J. D. H. Temme: Die Volkssagen von Pommern und Rügen. Nicolaische Verlagsbuchhandlung, Berlin 1840, S. 211f.